# Caméra Pathé Professionnelle
La Pathé Professionnelle est une caméra de cinéma professionnelle fabriquée à Paris à partir de 1910, qui rencontra un succès international jusqu'à la fin des années 1920, malgré l’arrivée sur le marché d’appareils de prise de vues américains plus perfectionnés (Caméra Bell & Howell 2709 B). 

## Histoire

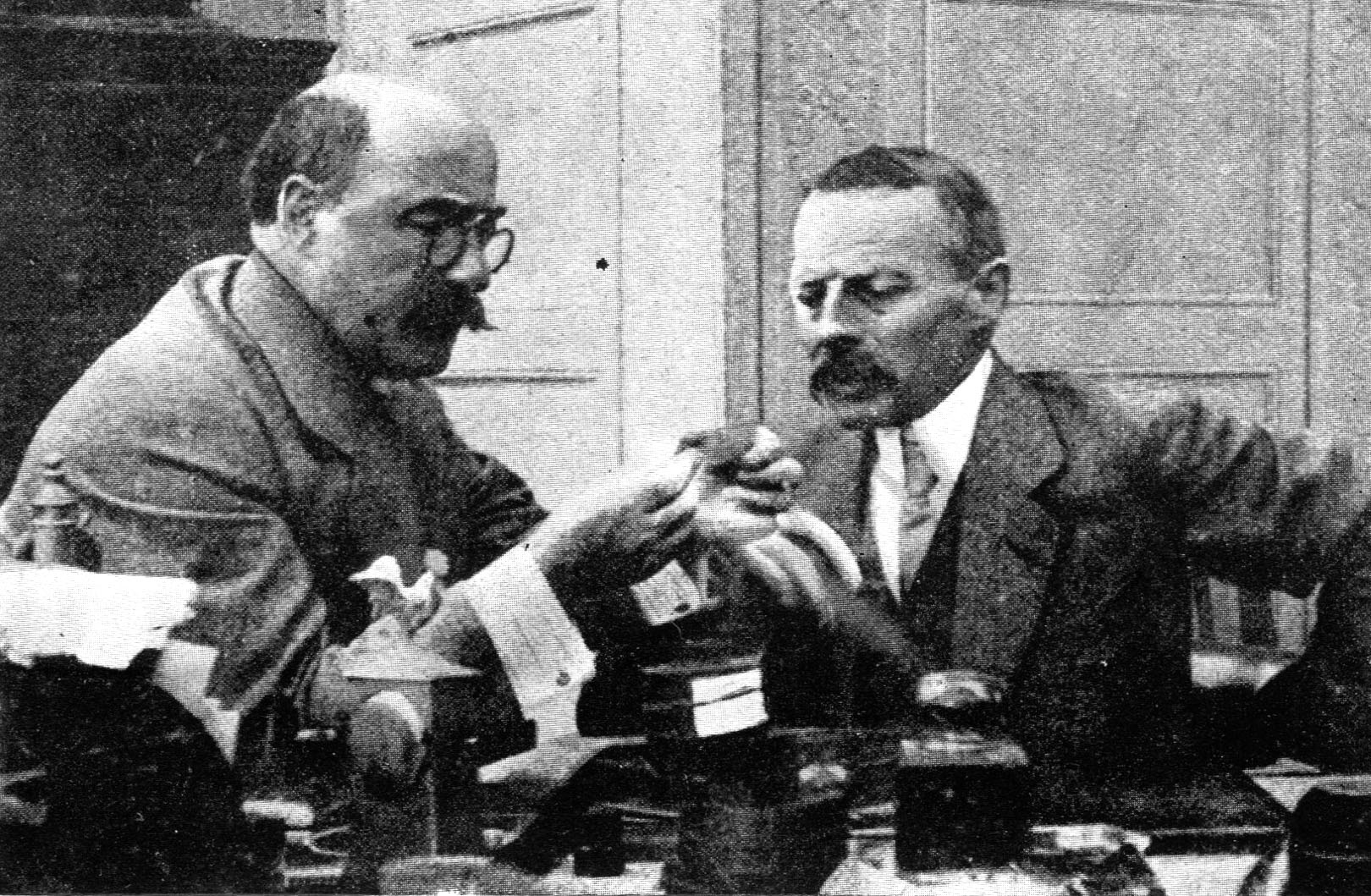
Charles Pathé et le réalisateur Ferdinand Zecca (à gauche) en pleine discussion. À remarquer : le coq Pathé sur la table (1906).

Pour comprendre le succès de cette caméra, il faut tracer un rapide portrait de Charles Pathé, un personnage hors du commun qui a commencé sa carrière en vendant des contrefaçons du phonographe de Thomas Edison et de son kinétoscope avec un sens du commerce inné qui le fait remarquer par la grande finance. « L’ancien forain était devenu un homme d’affaires. »  En 1907, il ouvre « des agences à Londres, New York, Berlin, Moscou, Bruxelles, Saint-Pétersbourg, Amsterdam, Barcelone, Milan, Rostov-sur-le-Don, Calcutta, Varsovie, Singapour, etc. Ces agences se transformèrent rapidement en succursales. En 1908, la société possédait deux millions d’immeubles aux Etats-Unis, elle avait ses usines de tirage près de New York, où elle allait ouvrir ses studios. Et en 1908, le métrage de pellicule vendue par Pathé aux Etats-Unis dépassait le double de la vente totale de tous les grands producteurs américains réunis. »  En fait, à Vincennes, le Coq gaulois, qui est le logo de la firme Pathé Frères, domine le monde du cinéma et Charles Pathé en développe l’expansion verticale : il est le seul à concurrencer efficacement George Eastman (le futur Kodak) dans la fabrication des pellicules de cinéma et il veut bien entendu imposer des machines construites sous sa marque : caméras et  appareils de projection.
Il profite de l’abandon de la production de films par la Société Lumière en 1904 pour acquérir des droits de reproduction sur le système d’entraînement intermittent de la pellicule qui a fait le succès du Cinématographe Lumière. Et il demande à l’ingénieur et industriel Pierre-Victor Continsouza, qui officie à Paris, dans le 11e arrondissement, là où se situent de multiples ateliers de métallurgie de précision, de l’inclure dans une caméra innovante, la Pathé Professionnelle.

## Description de la PathéProfessionnelle

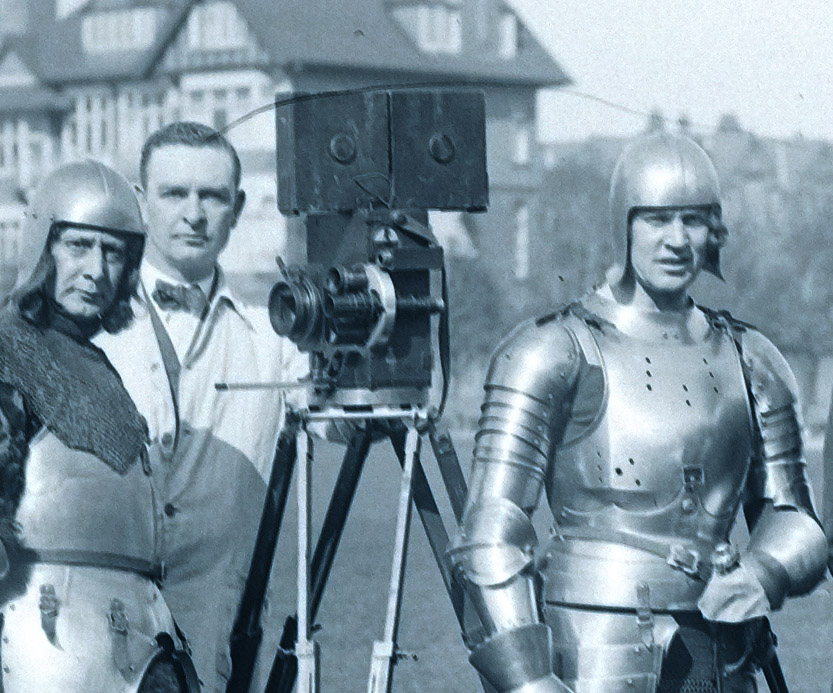
Une Professionnelle et des chevaliers moyenâgeux pour une pause souvenir.

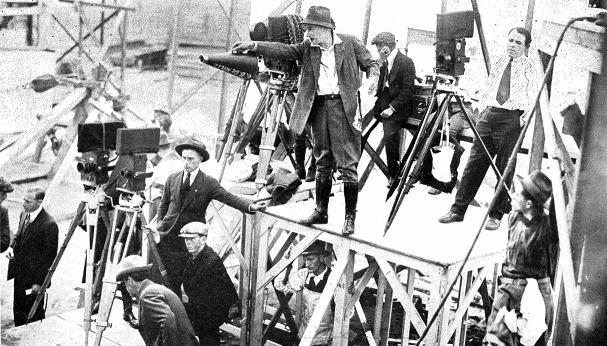
Cecil B. DeMille, à la tête de 3 Pathé Professionnelle (et d’une Bell & Howell 2709 derrière lui), dirige ses comédiens en 1920.

L’hégémonie de Pathé Frères va essaimer cette caméra dans le monde entier. Elle est encore en bois, comme l’était le Cinématographe, héritage des chambres photographiques, recouvert de cuir léger (maroquin) noir. Là où André Debrie préfèrera intégrer les galettes de pellicule au sein de la mécanique avec la caméra Debrie Parvo, Continsouza choisit de disposer les magasins dérouleur et enrouleur au-dessus de la caméra, séparés du bloc mécanique, une configuration qui sera celle des futures caméras américaines, d’abord la caméra Bell & Howell 2709, puis la caméra Mitchell (elles auront des magasins de forme circulaire, alors que le bois de la Professionnelle induit la forme carrée des magasins Pathé). À l’intérieur du mécanisme, la pellicule est conduite par la rotation régulière d’un débiteur (un cylindre muni de dents sur ses côtés). Dans la partie du déplacement intermittent de la pellicule, celle-ci coulisse dans un long couloir qui assure sa fixité verticale, complétée par des barrettes latérales qui plaquent la pellicule contre la fenêtre de cadrage du film au moment de l’exposition du photogramme, et s’effacent lorsque la pellicule se déplace d’un pas, assurant ainsi une parfaite planéité de l’image. 
L’Obturateur à disque mobile est réglable en surface (à la manière d’un éventail), ce qui augmente ou diminue la durée de l’obturation lorsque la double griffe descend la pellicule d’un pas, et ce réglage permet de laisser passer plus ou moins de lumière, et aussi de synchroniser les obturations avec les objets filmés en mouvement (par exemple les roues d'un véhicule). Il y a une commande de fondu automatique et un poinçon pour repérer une prise de vues au moment de son tournage. La visée, lors du fonctionnement de l’appareil, est effectuée par le cadreur à l’aide d’un viseur clair latéral et la mise au point précise de l’objectif est facilitée par un tube de visée interne muni d’un verre dépoli disposé derrière la pellicule au niveau de la fenêtre.  La Professionnelle est équipée d’objectifs allemands Voigtländer ou Zeiss (ces derniers construits à Paris par Eugène Krauss), à grande ouverture pour l’époque (f/4,5), qui permettent de filmer en basse lumière.